# 鳥形駅
鳥形駅（とりがたえき）は、秋田県能代市坂形（さかがた）字鳥形にある、東日本旅客鉄道（JR東日本）五能線の駅である。
能代市にあるが、八峰町との境に近い。1960年（昭和35年）開業と比較的新しい駅で、設備は簡便である。

## 歴史
- 1960年（昭和35年）
  - 5月10日：駅設置を認可[4]。
  - 12月1日：国鉄の駅として開業[2][3][5]。気動車の旅客のみを取り扱う駅員無配置駅[6]。
- 1987年（昭和62年）4月1日：国鉄分割民営化により、JR東日本の駅となる[3]。
- 2020年（令和2年）4月1日：能代駅の業務委託化に伴い、東能代駅管理となる。
- 2024年（令和6年）10月1日：えきねっとQチケのサービスを開始[1][7]。

## 駅構造
単式ホーム1面1線を有する地上駅である。駅舎はないが、ホーム上に待合所がある。
東能代統括センター（東能代駅）の無人駅である。

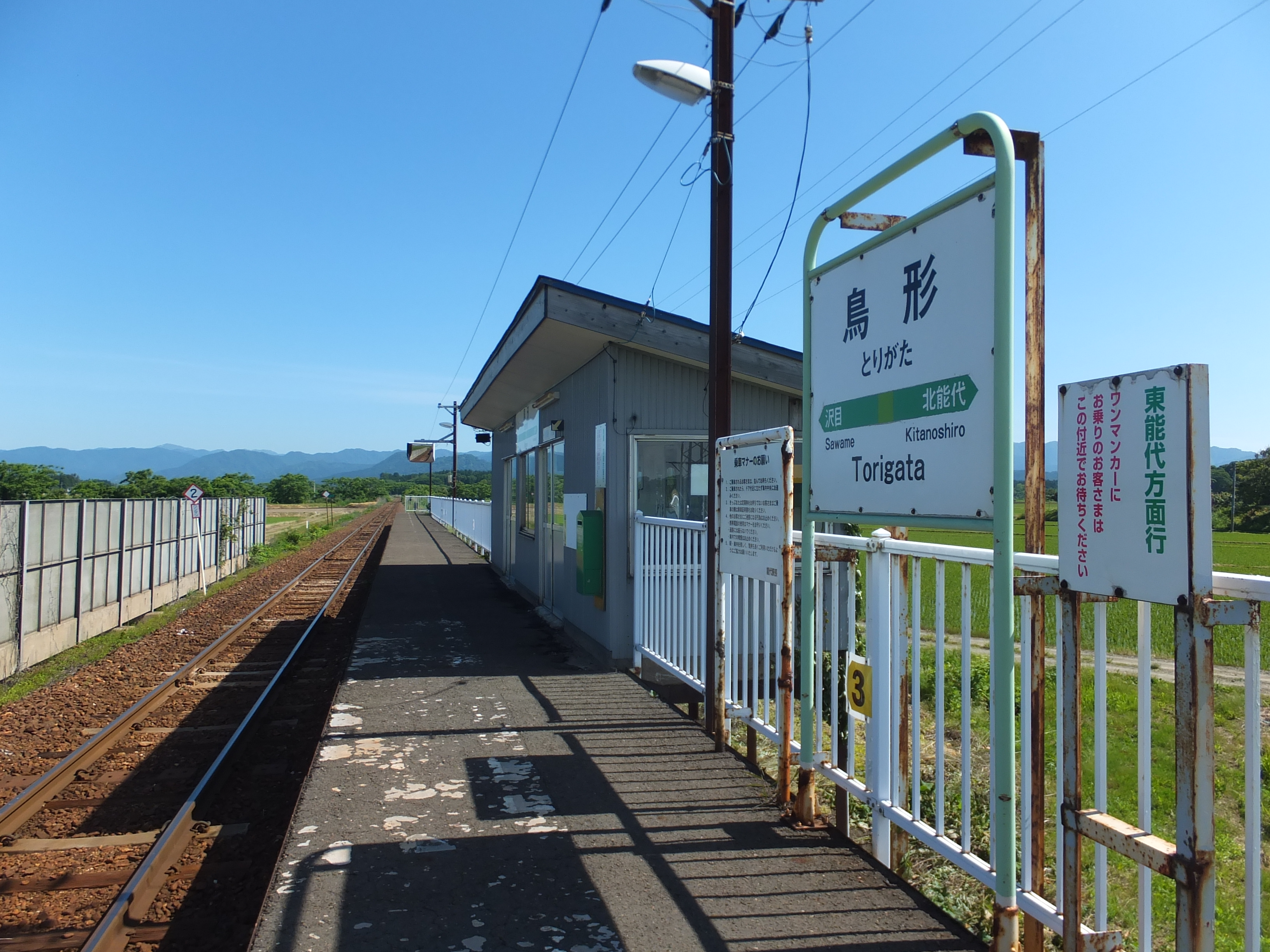
ホーム（2017年6月）

## 駅周辺
あたりは田園地帯である。
- 国道101号 - 道の駅みねはま[2]
- ポンポコ山公園[2]

## 隣の駅
東日本旅客鉄道（JR東日本）
■五能線
□快速
通過
■普通
北能代駅 - 鳥形駅 - 沢目駅